# Glaciazione Riss

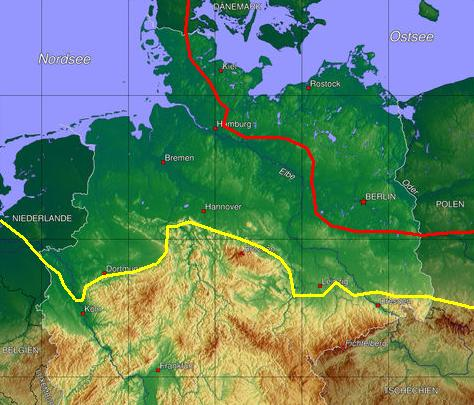
Massima estensione a nord della catena alpina della glaciazione Riss (linea gialla).

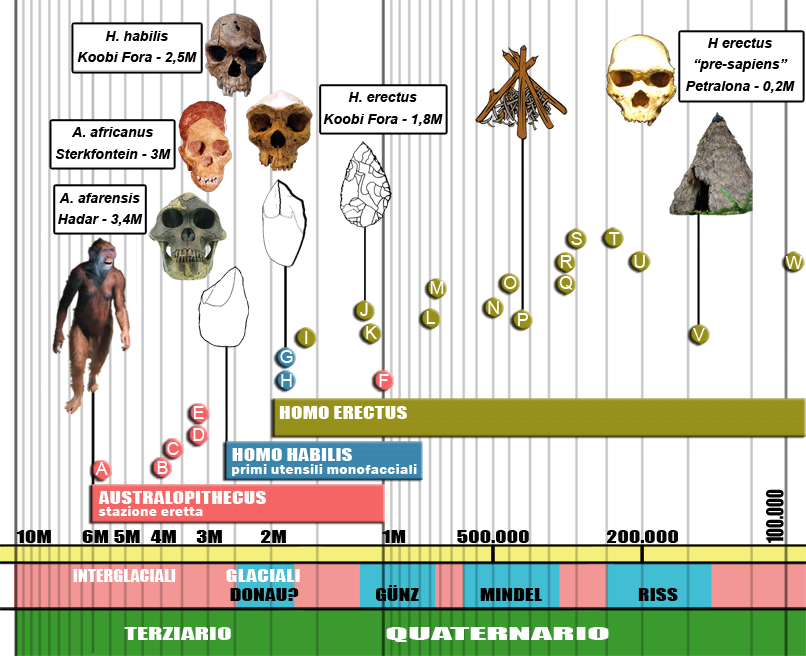
Schema dell'evoluzione umana (pre-sapiens). Il periodo Quaternario inizia col pleistocene, circa 2,6 milioni di anni fa.
LEGENDA: A: Lukeino, Lothogam; B: Afarensis, Hadar (Etiopia); C: Afarensis ("Lucy"), Hadar (Etiopia); D: Africanus; E: Robustus; F: Ultimi australopitechi; G: Industria di Oldoway (Tanzania): ciottoli bifacciali (chopping-tools); H: Primi insediamenti strutturati, Melka Kunturé (Etiopia); I: Homo erectus in Europa; J: Avvio dell'industria acheuleana in Africa; K: Homo erectus in Francia; L: Avvio dell'industria acheuleana in Europa; M: Homo erectus in Germania; N: Uomo di Giava; O: Uomo di Tautavel (Francia); P: Dominio del fuoco: Nizza (Francia); Vértesszöllös (Ungheria); Q: Tecniche di caccia, Torralba del Moral (Spagna); R: Sinantropo (Uomo di Pechino), Zhoukoudian (Cina); S: Fossili pre-neandertaliani di Swanscombe (Gran Bretagna); T: Fossili pre-neandertaliani di Petralona (Grecia); U: Fossili pre-neandertaliani di Steinheim (Germania); V: Capanna, Nizza (Francia); W: Homo erectus, Gerona (Spagna).

La glaciazione Riss è la terza glaciazione in Europa avvenuta nel Pleistocene, il primo periodo dell'era Quaternaria in cui si verificò un abbassamento generale della temperatura e un'ulteriore espansione dei ghiacciai nell'attuale zona temperata. Questa terza glaciazione iniziò 200.000 anni fa e durò fino a 130.000 anni fa, seguita poi da un periodo interglaciale che durò circa 20.000 anni. Il nome deriva da un affluente del Danubio.

## I cicli glaciali
I cicli glaciali sono quattro e prendono il nome, dal più antico al più recente, da tre affluenti minori del Danubio in Germania (più precisamente in Baviera) il Günz, il Mindel e il Riss, e da un affluente dell'Amper, il Würm. Questa scelta di nomi fu fatta perché è proprio nelle vallate tedesche che si rinvennero tracce dell'attività dei ghiacciai. Non a caso è sulle Alpi che nacque la moderna glaciologia, infatti le quattro glaciazioni ricoprirono le Alpi con una calotta di ghiaccio spessa fino a 2.000 metri. 
Così le glaciazioni Günz, Mindel, Riss e Würm sono riscontrabili man mano che ci si avvicina al Neozoico e quindi sono identificabili le seguenti quattro ere glaciali, intervallate da tre fasi interglaciali (che si chiamano Günz-Mindel, Mindell-Riss e Riss-Würm):
1. Günz, da circa 1.200.000 a 900.000 anni fa
2. Mindel, da circa 455.000 a 300.000 anni fa
3. Riss, da circa 200.000 a 130.000 anni fa
4. Würm, da circa 110.000 a 11.700 anni fa